# Eremocharis granulosa
Eremocharis granulosa is een rechtvleugelig insect uit de familie Pamphagidae. De wetenschappelijke naam van deze soort is voor het eerst geldig gepubliceerd in 1871 door Walker.